# Distretto di Lan Sak
Il distretto di Lan Sak (in thailandese: ลานสัก) è un distretto (amphoe) della Thailandia, situato nella provincia di Uthai Thani.